# Polyrhachis mystica
Polyrhachis mystica é uma espécie de formiga do gênero Polyrhachis, pertencente à subfamília Formicinae.